# Laudato si'
Laudato si' (phương ngữ miền trung nước Ý nghĩa là "Chúc tụng Người", có phụ tựa: "Chăm sóc ngôi nhà chung của chúng ta") là một thông điệp của Giáo hoàng Phanxicô, trong đó ông phê bình chủ nghĩa tiêu thụ và việc phát triển vô trách nhiệm, kêu gọi "toàn cầu hành động nhanh chóng và thống nhất" để chống suy thoái môi trường và biến đổi khí hậu (còn được gọi là ấm lên toàn cầu). Thông điệp này ký ngày 24 tháng 5 năm 2015 và được công bố vào buổi trưa ngày 18 tháng 6 năm 2015 trong một cuộc họp báo tại Vatican. Văn kiện chính thức được biên soạn là tiếng Ý, tiếng Đức, tiếng Anh, tiếng Tây Ban Nha, tiếng Pháp, tiếng Ba Lan, tiếng Bồ Đào Nha và tiếng Ả Rập.
Đây là thông điệp thứ hai của Giáo hoàng Phanxicô sau thông điệp Lumen fidei ("Ánh sáng Đức tin") được công bố vào năm 2013. Nếu như Lumen fidei là sự hoàn thiện phần lớn công việc dở dang của người tiền nhiệm là Giáo hoàng Biển Đức XVI, thì Laudato si' được xem là thông điệp đầu tiên của chính giáo hoàng Phanxicô.